# Kerk van Rämsnäs
De kerk van Rämsnäs (Zweeds: Rämmens kyrka) is een kerk in het Zweedse plaatsje Rämsnäs. De kerk staat op een schiereilandje aan de noordelijke oever van het Näsrämmen meer.
De houten kerk werd voltooid in 1787 nadat er in 1781 werd gestart met de bouw. In 1851 werd de huidige klokkentoren gebouwd, deze is ontworpen door architect Carl Georg Brunius.
Brattfors · Filipstad · Gåsborn · Nykroppa · Lesjöfors · Nordmark · Rämmen